# Monica Sandve
Monica Sandve, född den 3 december 1973 i Stavanger, Norge, är en norsk handbollsspelare.
Hon tog OS-brons i damernas turnering i samband med de olympiska handbollstävlingarna 2000 i Sydney.